# ریورتون-بولوارد پارک
ریورتون-بولوارد پارک (به انگلیسی: Riverton-Boulevard Park) یک منطقهٔ مسکونی در ایالات متحده آمریکا است که در شهرستان کینگ، واشینگتن واقع شده‌است. ریورتون-بولوارد پارک ۷٫۲ کیلومتر مربع مساحت و ۱۱٬۱۸۸ نفر جمعیت دارد.